# Modèle géométrique direct
 (mars 2023).
Si vous disposez d'ouvrages ou d'articles de référence ou si vous connaissez des sites web de qualité traitant du thème abordé ici, merci de compléter l'article en donnant les références utiles à sa vérifiabilité et en les liant à la section « Notes et références ».
Le modèle géométrique direct (MGD) est un modèle mécanique utilisé en robotique pour les bras manipulateurs.

## Présentation
Le modèle géométrique direct d'un robot permet de calculer les coordonnées opérationnelles donnant la situation de l'organe terminal en fonction des coordonnées articulaires.    
Il permet de déterminer la configuration (position, orientation) de l'effecteur d'un robot en fonction de la configuration de ses liaisons. Il existe 2 types de liaisons, les liaisons pivots et les liaisons glissières :
- La liaison pivot permet des mouvements de rotation, elle est caractérisée par un angle.
- La liaison glissière permet des mouvements de translation et est caractérisée par une distance.

L'effecteur peut être une pince, une caméra, une pompe de peinture, etc.
Le modèle géométrique direct est utilisé pour caractériser le fonctionnement d'un bras manipulateur. Concrètement, le modèle géométrique direct permet de calculer la configuration de l'organe terminal(effecteur) du robot en fonction de la position de chaque moteur(liaison) du robot.
La fonction inverse qui consiste à déterminer la configuration des liaisons en fonction de la position de l'effecteur est le modèle géométrique inverse (MGI).